# La Petite Amie d'Antonio
Pour les articles homonymes, voir Petite amie.
Pour plus de détails, voir Fiche technique et Distribution.
La Petite Amie d'Antonio est un film français réalisé par Manuel Poirier et sorti en 1992.

## Synopsis
Antonio aime Claudie, mais Claudie n'est pas si simple. Claudie est une jeune femme qui tombe sur la réalité. Petit à petit, on découvre sa vie et celle de ceux qui l'entourent. Ses amis, sa famille, son passé et Antonio, qui l'aime, lui tient la main et ne veut pas la lâcher. Vous aimeriez certainement réussir à le comprendre.

## Fiche technique
- Titre français : La Petite Amie d'Antonio
- Réalisation : Manuel Poirier
- Scénario : Manuel Poirier
- Musique : CharlÉlie Couture
- Pays d'origine :  France
- Production : Cinq et Cinq Films - Ahora Films
- Langue : français
- Genre : drame, romance
- Durée : 105 minutes
- Date de sortie : France - 28 octobre 1992

## Distribution
- Hélène Foubert : Claudie
- Sergi López : Antonio
- Corinne Darmon : Evelyne
- Florence Giorgetti : la mère
- Dominique Frot : la sœur
- Marc Cholodenko : le psy
- Serge Riaboukine : un client au supermarché
- Jean-Jacques Vanier